# Bauer Media Polska
Bauer Media Polska – spółka powstała w 2008 r. Bauer rozpoczął swoją działalność w Polsce w 1991.
Właścicielem spółki jest niemieckie przedsiębiorstwo Heinrich Bauer Verlag Kommanditgesellschaft z Hamburga.

## Działalność w Polsce

### Wydawnictwo Bauer
Wydawca prasowy specjalizujący się w prasie rozrywkowej, poradnikach oraz magazynach telewizyjnych; wydaje takie tytuły jak: Twój Styl, Kobieta i Życie, Chwila dla Ciebie, Motor, Auto Moto, Świat Wiedzy, Tele Tydzień.

### Grupa RMF
Grupa RMF, wcześniej BROKER FM, to spółka zarządzająca grupą medialną w której skład wchodzą między innymi: RMF FM, RMF Classic i RMF Maxx.

### Interia.pl
Portal internetowy, prowadzony przez Grupę INTERIA.PL Sp. z o.o. sp.k. Portal został sprzedany 1 maja 2020 grupie Cyfrowy Polsat.

### Klub dla Ciebie
Imprint wydawniczy obejmujący wydawnictwo książkowe, wysyłkowy klub książki oparty na drukowanym katalogu i sklep internetowy KDC.pl, stworzony w 2000 roku przez koncerny Bauer i Grupę Wydawniczą Weltbild. Klub dla Ciebie prowadziła firma Bauer Weltbild Media Sp. z o.o., Sp. komandytowa z siedzibą w Warszawie. Koncern Bauer uczestniczył w projekcie do 2010 roku.